# ألين برادفورد
ألين برادفورد (بالإنجليزية: Allen Bradford)‏ هو لاعب كرة قدم أمريكية أمريكي، ولد في 31 أغسطس 1988 في كولتون في الولايات المتحدة.

## وصلات خارجية
- ألين برادفورد على موقع مرجع كرة القدم المحترفة.كوم (الإنجليزية)